# Lupinus saxatilis
Lupinus saxatilis är en ärtväxtart som beskrevs av Oskar Eberhard Ulbrich. Lupinus saxatilis ingår i släktet lupiner, och familjen ärtväxter. Inga underarter finns listade i Catalogue of Life.